# Estreito de Sumba

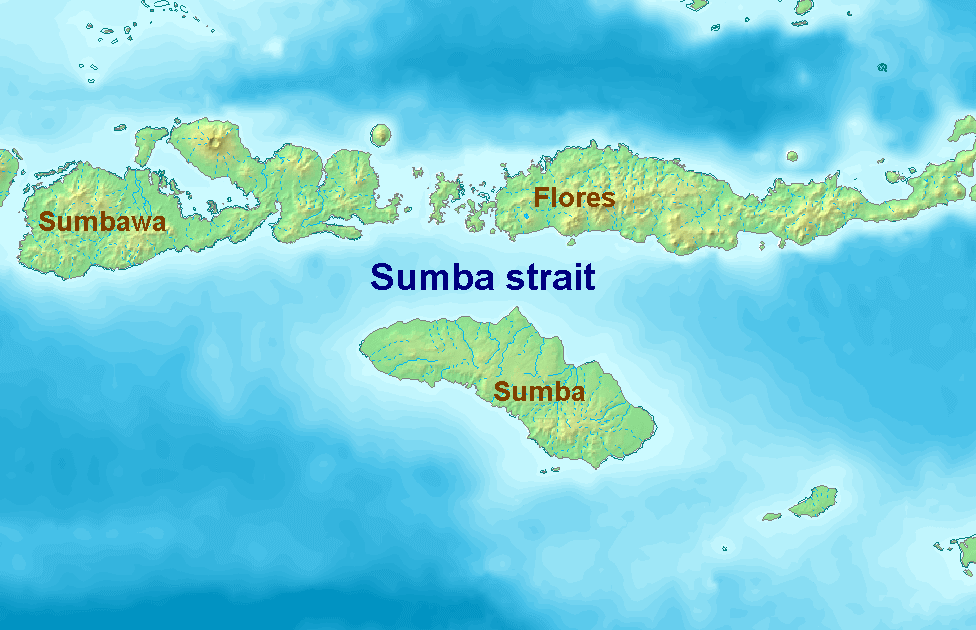
Localização do Estreito de Sumba.

O Estreito de Sumba (em indonésio:  Selat Sumba) é um braço de mar que separa a ilha de Sumba das ilhas maiores de Sumbawa e Flores e menores como Komodo e Rinca, na Indonésia. O estreito liga o Mar de Savu ao Oceano Índico, e tem um comprimento de cerca de 280 km, com largura entre 48 e 88 km. É um importante percurso de navegação seguido por muitas rotas comerciais no sudeste asiático.